# Cantona (3robi)
Cantona is een lied van de Nederlandse rapper 3robi in samenwerking met de Nederlandse rapper Ashafar. Het werd in 2022 als single uitgebracht.

## Achtergrond
Cantona is geschreven door Anass Haouam, Serrano Gaddum, Yassine Haouam en Zakaria Abouazzaoui en geproduceerd door SRNO en YassineBeats. Het is een nummer dat past in het genre nederhop. In het lied rappen de artiesten over hun leven als rapper. In het lied vergelijken ze zichzelf met de voetballer Éric Cantona. Behalve Nederlands worden in het lied ook enkele woorden in het Frans en Arabisch gezongen. 
Het is niet de eerste keer dat de twee artiesten met elkaar samenwerken. Dit deden zij eerder al op Dinero en Nike Tech.

## Hitnoteringen
De artiesten hadden bescheiden succes met het lied in Nederland. Het stond op de 79e plaats van de Single Top 100 in de enige week dat het in deze hitlijst te vinden was. De Top 40 en haar Tipparade werden niet bereikt.